# Robert Herjavec
Robert Herjavec (/hərˈdʒɑːvɛk/; croata: [xěrjaːʋet͡s]; Croácia, 14 de setembro de 1962) é um empresário, investidor e celebridade canadense. Fundou a BRAK Systems, uma integradora canadense de software de segurança da internet, que foi vendida, em 2000, para a AT&T Canadá por US$ 30,2 milhões. Em 2003, fundou o Grupo Herjavec, uma das maiores empresas de tecnologia da informação e segurança computacional do Canadá, com receita anual de mais de US$ 200 milhões.